# Tapartó (Andes)
Tapartó (también conocido como Villa César) es un centro poblado del municipio de Andes, departamento de Antioquia, Colombia. El centro poblado se encuentra a 19 kilómetros del centro de la cabecera municipal de Andes. Limita por el norte con el municipio de Betania, por el oriente con el centro poblado San José, por el sur con el centro poblado Quebrada Arriba y por el occidente con el municipio de Bagadó, en el departamento del Chocó. 

## Historia
La historia local registra a Rafael y Juan de Dios Uribe, Pedro Arroyabe, Leonor Osorio y esposo como los primeros colonos del territorio. Los señores Rafael Uribe Toro y Justo Casimiro Colorado, decidieron llevar a cabo una fundación el 19 de marzo de 1936 (con el nombre de Villa Cesar, por sugerencia del Obispo Francisco Cristóbal Toro), la cual es ratificada el 5 de diciembre de 1938 mediante el acuerdo municipal N.º 72 que lo reconoce como centro poblado del municipio.

## División territorial
Además, del centro poblado Tapartó. Tiene bajo su área de influencia 15 veredas:
| Veredas de Tapartó |             |
| California         | La Rochela  |
| La Siria           | La Ermita   |
| La Lejía           | El Tapao    |
| Alto del Rayo      | La Comuna   |
| La Pava            | La Pradera  |
| La Solita          | Las Colinas |
| Monteverde         | San Miguel  |

## Sitios de interés
- Chorros del Taparto Ubicado en la vereda la rochela a 6 km del parque de taparto. 3 imponente cascadas de 100 metros - 60 metros - 35 metros brinda un espectáculo imponente de gran caudal de agua de coloración rojiza por sus minerales, en esta escenario se practica la actividad conocida como canyoning - cañonismo o barranquismo ( nivel avanzado).
- Iglesia Sagrado Corazón de Jesús: Fue construida en el año 1961, su arquitectura está influenciada por el neoclasicismo, está abierta todos los días de la semana.
- Alojamiento Rural pájaros y flores: Emprendimiento turístico que ofrece experiencias únicas agro y ecoturísticas, alojamiento campestre atendido por sus propietarios, ofrece turismo rural y cultural con énfasis en gastronomía local campesina.
- Finca Hotel Los Arrayanes: Está ubicada en el kilómetro 5 de la vía andes-Tapartó. En el lugar se encuentran los servicios de alojamiento, alimentación, canchas, piscina, hidromasaje, fonda típica, sendero ecológico, salón de reuniones, museo del café, granja y un mariposario.
- Kiosko público: Está ubicado en el parque principal del centro poblado. Ofrece servicios de bar y heladería. Es un punto de encuentro para los habitantes del centro poblado.
- Casa Finca La Ilusión: Ubicado en el sector el Bosque a escasos kilómetros del casco urbano de Andes en la vía Andes-Medellín. Cuenta con alojamiento, amplias zonas verdes, cancha, piscina y diversos lugares de entretenimiento.